# 誰在一壘？

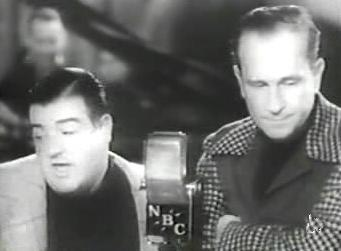
亞伯特與卡斯提洛演出《誰在一壘？》

《誰在一壘？》（英語：Who's on First?），是一個由美國喜劇拍檔亞伯特與卡斯提洛演出的喜劇段子。喜劇的內容是兩人在談論一支棒球隊的成員，由於棒球隊成員的名字很特別，兩人的對話可以同時被解釋為問句和答句，使得談話的雙方發生諸多誤會。例如棒球隊一壘手的名字是「誰」，因此問題和回答同樣是「誰在一壘」。
《時代雜誌》在1999年將這個橋段評選為20世紀最佳喜劇橋段。
這個段子的早期廣播錄音於2003年納入美國國會圖書館的美國國家錄音保護局典藏。

## 橋段
這支棒球隊名單如下：
| 位置     | 球員                      |
| -------- | ------------------------- |
| 一壘手   | 誰（）                    |
| 二壘手   | 什麼（What）                  |
| 三壘手   | 我不知道（I Don't Know）              |
| 左外野手 | 為什麼（Why）                |
| 中外野手 | 因為（Because）                  |
| 投手     | 明天（Tomorrow）                  |
| 捕手     | 今天（Today）                  |
| 游擊手   | 我不管（ 或 ）            |
| 裁判     | 天啊 (英文版中沒有此人物) |
這個喜劇橋段裡並沒有右外野手的名字，而在同名棋盤遊戲中，他的名字被設定為「沒有人」（Nobody）。
以下節錄一部分這個喜劇橋段的對話：
乙：對啊。

甲：我的意思是在一壘上的那個人是誰？

乙：對啊。

甲：我這樣問好了，你告訴我一壘手的名字叫什麼？

乙：不對，什麼在二壘。

甲：我沒有問你誰在二壘。

乙：誰在一壘。

甲：我不知道。

這樣的對話讓甲感到十分困擾與憤怒，當他放棄得知內野的球員，並試圖詢問外野手的名字時：
乙：為什麼。

甲：我只想知道誰在守左外野？

又會回到第一個橋段，直到甲終於受不了永無止盡的對話，說出「我不管」，乙就會說「我不管」是游擊手。

## 影響
- 1999年九九劇團演出的《九九狂講曲》中，知名演員劉亮佐及趙自強搭檔重新演出此橋段，並適當融入台灣棒球文化[3]。後來網路上大量流傳此片段，造成「誰在一壘」在華人圈廣為人知。
- 2007年9月，台灣旅美內野手胡金龍升上美國職棒大聯盟，並代表洛杉磯道奇出賽。在一次對上亞利桑那響尾蛇的比賽中，打出安打之後，道奇隊主播文·史考利說道：「因為亞伯特與卡斯提洛，我終於可說出『胡在一壘』（Hu is on first base.）了」。[4]
- 2017年3月7日，中華成棒隊在2017年世界棒球經典賽的預賽對上以色列代表隊時，在7局上半，投手林晨樺面對一支短打，在接到後卻傳向無人補位的一壘，導致球滾到外野並讓以色列跑回3分。賽後網友紛紛引用「誰在一壘」的典故諷刺這次的失誤[5]。
- 一個粵語笑話《鍾定英》與此情節類似，同樣有模稜兩可的粵語諧音姓名「鍾定英」（諧音：中文還是英文）和不斷重複的對話；電視廣播有限公司節目《今晚睇李》曾經重現此一笑話[6]。